# Pīrī Jad
Pīrī Jad (persiska: پير جاد, پيريجِد, تَنگِ پَريجِه, پیر جد, Pīr Jād, Pīr Jad, پیری جد) är en ort i Iran.   Den ligger i provinsen Lorestan, i den västra delen av landet, 400 km sydväst om huvudstaden Teheran. Pīrī Jad ligger 1 338 meter över havet och antalet invånare är 102.
Terrängen runt Pīrī Jad är kuperad åt nordost, men åt sydväst är den bergig. Pīrī Jad ligger nere i en dal.Runt Pīrī Jad är det ganska tätbefolkat, med 72 invånare per kvadratkilometer. Närmaste större samhälle är Khorramābād, 15,8 km sydost om Pīrī Jad. Omgivningarna runt Pīrī Jad är i huvudsak ett öppet busklandskap.